# 水潦鋪大堰
水潦鋪大堰位於四川省瀘州市敘永縣，文物遺址年代判定為明。2012年7月16日公佈為第八批四川省文物保護單位。

## 簡介[2]
水潦鋪大堰位於四川省瀘州市敘永縣石壩彝族鄉水潦鋪村，建於明代，大堰呈西北向東南走向。大堰由石槽鑲嵌而成。全長約10公里，寬約1.2公尺，深0.6至0.8公尺。明朝時由居住在水潦鋪的潘、劉、許三大家族籌資修建而成。所有石槽及溝渠均由人力完成。歷時3年之久，投入勞力約12000多人次，採用火燒水淬〈熱脹冷縮的原理）的方法，在絕壁上開鑿出一條引水渠。主要灌溉回龍、林場、豐登村農田及人畜飲水，至今仍發揮作用。水潦鋪大堰修築工藝原始，年代久遠，保存完整，具有較深的歷史文化內涵和人文研究價值。